# Oasis (2017)
Oasis es un episodio piloto de 2017 de una serie de televisión británica basada en la novela de Michel Faber The Book of Strange New Things, publicada en 2014. Narra las aventuras de un capellán escocés en una colonia exoplanetaria. En cuanto a su distribución, Oasis formó parte de la Amazon Pilot Season Wave 8 de Amazon Video.
El personaje principal de la historia es el capellán Peter Leigh, interpretado por Richard Madden, quien recibe el encargo sorpresa de viajar a un planeta remoto. Allí, USIC, una misteriosa compañía, está construyendo la primera colonia humana permanente fuera del planeta, ya que el colapso ecológico hace prever que la habitabilidad de la Tierra para la especie humana está llegando a su fin. Aunque la manera de alcanzar el presunto exoplaneta no se muestra en el episodio, se sabe que requiere del lanzamiento de un cohete desde la Tierra.  Al llegar a la colonia, Leigh descubre que se han producido una serie de accidentes atribuidos a las alucinaciones que experimentan algunos de los colonos. El exoplaneta presenta un paisaje desértico, desprovisto de vegetación y formas de vida, pero cuenta con agua subterránea y una atmósfera en la que poder respirar.
No está del todo claro hasta qué punto una serie desarrollada a partir de este episodio daría continuidad a la trama de Faber sobre un cura que evangeliza a alienígenas.El episodio piloto se estrenó en Amazon Video el 17 de marzo de 2017y formó parte de la Amazon Pilot Season, una estrategia de comercialización desarrollada por Amazon consistente en ofrecer ciertos episodios pilotos al público, para que ellos pudieran elegir por medio de votación cuál querían que se continuase emitiendo. Este fue seleccionado como candidato para la solicitud de futuros episodios, pero, debido a su baja popularidad, no tuvo continuidad. Obtuvo una calificación de 4,8 sobre 5 puntos por parte de los usuarios de Amazon Video en diciembre de 2017.  
El episodio piloto fue escrito por Matt Charman (nominado a los Premios Óscar por El Puente de los Espías) y dirigido por Kevin Macdonald.

## Trama
Londres, año 2032, la sociedad y el orden público han colapsado, y hay escasez de alimentos y suministros. Tras la muerte de su mujer, de nombre Bea, el capellán Peter Leigh es contactado por el ejecutivo de USIC, Vivian Hades, y por David Morgan, el copropietario de USIC y fundador del único asentamiento desértico exoplanetario. A través de una videoconferencia, le suplican que acuda a la colonia. Peter viaja al asentamiento donde, al principio, es recibido con escepticismo por parte de la tripulación. Allí, nadie esperaba la llegada de un capellán y se dudaba de su utilidad en la colonia. Peter descubre que se han producido varios accidentes mortales atribuidos a las alucinaciones que sufren los miembros del asentamiento. Además, averigua que David Morgan no ha vuelto de su expedición en el desierto y lleva perdido varios días. Poco después, Sara Keller sale a correr por el desierto y tiene una visión en la que se le aparece su hija, que está en la Tierra, llamándola desde las dunas. Siguiendo su visión, Sara encuentra el todoterreno de David Morgan enterrado en la arena y con la luna manchada de sangre. En la colonia, Paul Halloran conversa arrepentido con Peter sobre su caballo de carreras, que falleció por culpa del propio Halloran. Sara Keller insiste en la creación de un grupo de búsqueda para intentar encontrar a David Morgan, pero Danesh, el jefe de la colonia, se niega. Al día siguiente, mientras busca agua subterránea, Halloran tiene una visión en la que se le aparece su caballo. Al intentar alcanzarlo, se tropieza con la perforadora y resulta herido de muerte. La tripulación de la colonia y su líder llegan a la conclusión de que las visiones no están causadas por las condiciones ambientales ni de manera aleatoria, sino que son un ataque contra la tripulación. Danesh activa el estado de alerta y, ante la desaparición de David Morgan, asume el control de la colonia. Peter descubre un mensaje secreto junto con unas coordenadas en la habitación de Morgan y no duda en adentrarse en el desierto con la intención de llegar hasta la ubicación exacta. Sara Keller lo detiene, pero decide, desobedeciendo las órdenes de su líder, dejar ir a Peter y averiguar qué le ocurrió a su compañero de tripulación. El capellán, termina en una cueva donde se le aparece Bea, su difunta esposa.

## Reparto
- Richard Madden como Peter Leigh, el capellán[2]

- Aislín McGuckin como Vivian Hades[2]

- Jonjo O'Neill como David Morgan, el fundador de la colonia[2]

- Anil Kapoor como Vikram Danesh Roy, el director general de la colonia[2]

- Antje Traue como Sara Keller, el agente de seguridad de la colonia[2]

- Michael James Shaw como BG[2]

- Haley Joel Osment como Sy, el botánico[2]

- Mark Addy como Paul Halloran, el ingeniero[2]

- Zawe Ashton como Severin, el médico de la colonia[2]

- Maureen Sebastian como Alicia Reyes[2]

- Flora Spencer-Longhurst como Bea, la mujer de Peter Leigh[2]

## Producción

##### Música
Martin Phipps compuso la partitura de Oasis. El tema principal de la serie, «Human», fue escrito por el cantautor inglés Rag’n’Bone Man. Entre las canciones utilizadas en la serie encontramos «Walkin’ After Midnight» y «Crazy» de Patsy Cline, «Wrong» de Depeche Mode y «Halfway to Paradise» de Billy Fury.

## Acogida
Beth Elderkin escribió una reseña positiva sobre el episodio piloto en la plataforma io9, donde elogió a McDonald por la dirección y a Madden por su actuación. Sin embargo, se mostró negativa en lo que respecta al desarrollo del resto de personajes, que criticó como pobre. Andrew Liptak, por su parte, comentó en el periódico The Verge que la serie podría convertirse en «una historia convincente que invite a la reflexión»con temas similares a los de la novela Solaris de Stanislaw Lem (donde un psicólogo viaja a una estación espacial que orbita alrededor de un exoplaneta mientras algunos miembros de la tripulación piden ayuda después de que ocurran sucesos inexplicables) y la serie de corta duración de 2011 de la BBC Outcasts (sobre eventos extraños que suceden en un planeta lejano y colonizado).
IndieWire calificó el episodio piloto de Oasis con un notable bajo.
En la página web especializada en crítica de cine Rotten Tomatoes el episodio piloto cuenta con un índice de aprobación del 75% según las opiniones de un total de 12 críticos.